# Dagny Juel Przybyszewska

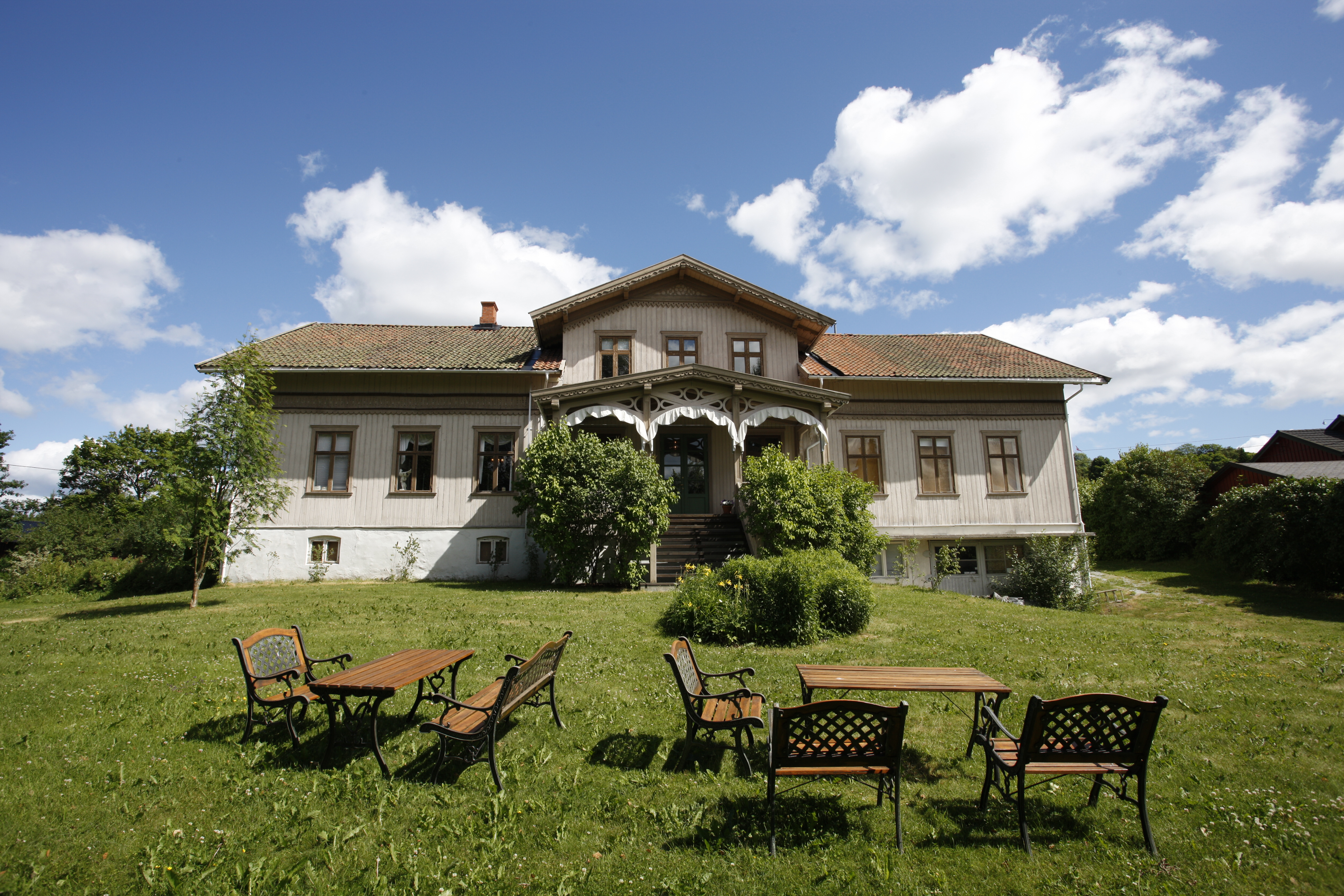
Rolighed – dom rodzinny Dagny w Kongsvinger (obecnie siedziba Kvinnemuseet)

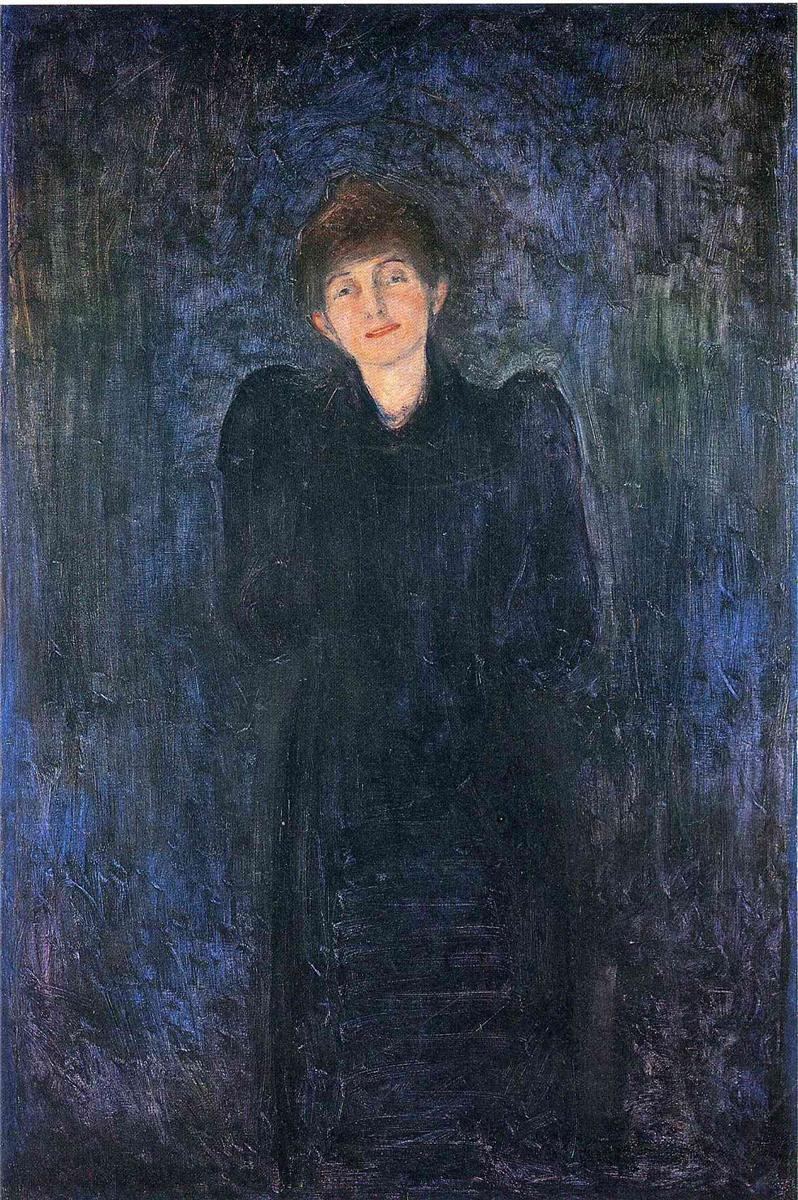
Portret Dagny Juel (1893, Edvard Munch)

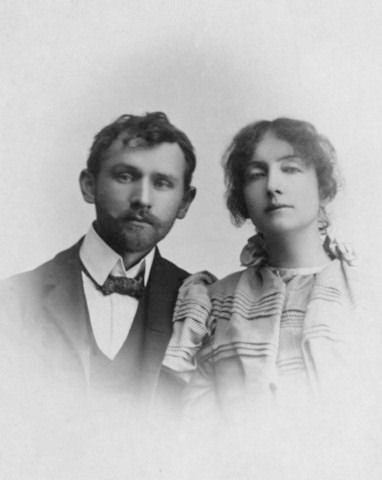
Stanisław i Dagny Przybyszewscy, ok. 1897/98

Dagny Juel Przybyszewska (ur. 8 czerwca 1867 w Kongsvinger, zm. 5 czerwca 1901 w Tyflisie) – norweska pisarka, pianistka, tłumaczka, autorka dramatów, utworów poetyckich prozą i wierszy, muza artystów końca XIX wieku.

## Życiorys
Dagny Juel przyszła na świat w norweskim miasteczku Kongsvinger jako druga córka lekarza Hansa Lemmicha Juella i Mindy z Blehrów. Miała czworo rodzeństwa, trzy siostry i brata, który zmarł jako dziecko – Gudrun (ur. 1866, zamężną Westrup), Hansa Lemmicha (ur. 1868), Astrid (ur. 1869) i Ragnhild (ur. 1871, zamężną Bäckström). Rodowe nazwisko Juell zmieniła na Juel około 1890. Po wyjściu za mąż podpisywała się jako Dagny Przybyszewska.
Pierwsze lata życia spędziła w Kongsvinger. Jesienią 1875 rodzina Juellów przeniosła się do willi Rolighed u podnóża fortecy w Kongsvinger. Jesienią 1882 Dagny została konfirmowana i kilka dni później wyjechała na pensję do Erfurtu, gdzie spędziła około dwóch lat.
Niewiele wiadomo o jej losach w pierwszych latach po powrocie do Norwegii. Wczesnym latem 1888 została w Førde guwernantką dzieci swego wuja Ottona Blehra, przyszłego premiera Norwegii. Zimą 1888 poznała pochodzącego z Førde studenta, początkującego pisarza i krytyka literackiego Hjalmara Christensena, z którym połączyło ją pierwsze młodzieńcze uczucie. Młodzi prawdopodobnie potajemnie zaręczyli się, ale ich związek nie przetrwał – zakończył się wiosną 1891.
Po powrocie z Førde jesienią 1889 Dagny studiowała grę na fortepianie w Kristianii. Dzięki znajomościom Hjalmara Christensena Juel zaprzyjaźniła się z artystami z kręgu tzw. młodej bohemy kristiańskiej. Do grona tego należeli malarz Edvard Munch, poeci Nils Collett Vogt i Vilhelm Krag, wspomniany już Hjalmar Christensen i wielu innych. Dagny przebywała w Kristianii z przerwami od roku 1889 do 1892. W międzyczasie mieszkała w Kongsvinger.
W 1892 wyjechała na krótko do Berlina na studia muzyczne, które ponownie podjęła rok później – w lutym 1893. W czasie drugiego pobytu w Berlinie stała się bywalczynią winiarni Zum Schwarzen Ferkel („Pod Czarnym Prosiakiem”) oraz muzą skandynawskiej kolonii literackiej i artystycznej tam się spotykającej. W winiarni „Pod Czarnym Prosiakiem” bywali m.in. niemiecki poeta Richard Dehmel, fiński pisarz i publicysta Adolf Paul, szwedzki botanik Bengt Lidforss, duński dramaturg Holger Drachmann, niemieccy lekarze i mecenasi sztuki Carl Ludwig Schleich i Max Asch.
Wiosną 1893 nazwisko Dagny łączono z malarzem Edvardem Munchem i dramatopisarzem Augustem Strindbergiem. W marcu 1893 Dagny miała krótki i burzliwy romans ze Strindbergiem, który zakończył się interwencją jej rodziny i powrotem na kilka tygodni do Kongsvinger. Po powrocie, 18 sierpnia 1893, Juel wyszła za mąż za poznanego tej wiosny „Pod Czarnym Prosiakiem” pisarza Stanisława Przybyszewskiego. Przybyszewski był już wtedy związany z Martą Foerder, z którą miał już syna (Bolesław, ur. 22 lutego 1892) i która była w ciąży z kolejnym jego dzieckiem (Mieczysława, ur. 14 listopada 1893). Juel wiedziała o tym związku.
W latach 1893–1898 Przybyszewscy mieszkali na zmianę w Berlinie i Kongsvinger, obracając się w kręgach cyganerii artystycznej. W czasie pierwszego wspólnego pobytu w Norwegii od wiosny do jesieni 1894 poznali m.in. Henryka Ibsena, Gustava Vigelanda, Theodora Kittelsena, Knuta Hamsuna. Zimę 1894/95 Przybyszewscy spędzili w Berlinie.
Przybyszewski cały czas utrzymywał związek z Martą Foerder: ich trzecie dziecko (Janina) urodziło się 6 lutego 1895. W tym czasie w ciąży była również Przybyszewska, w związku z tym Przybyszewscy ponownie wyjechali do Kongsvinger, korzystając z gościnności rodziców Przybyszewskiej. Zenon, syn Dagny i Stanisława, urodził się 28 września 1895 w Konsvinger. Jego ojciec był w tym czasie w Berlinie.
Kilka tygodni później Przybyszewski ponownie przyjechał do Norwegii. Z końcem roku małżonkowie wyjechali do Sztokholmu, a potem do Kopenhagi, pozostawiając syna u rodziny w Kongsvinger. Wczesną wiosną 1896 Przybyszewski wyruszył do Berlina, a Przybyszewska wróciła do Rolighed. Stanisław dołączył do żony z końcem maja 1896. Tam dotarła do nich wiadomość o samobójczej śmierci Marty Foerder (9 czerwca 1896), która była ze Stanisławem w czwartej ciąży. Przybyszewscy pojechali do Berlina, gdzie Stanisław Przybyszewski, pod zarzutem przyczynienia się do śmierci Marty, został aresztowany i przez dwa tygodnie przebywał w więzieniu. Zwolniono go dzięki wpływom bliskich i staraniom Dagny.
Mimo wyroku uniewinniającego przyjaciele z kręgu „Czarnego Prosiaka” odsunęli się od niego. W latach 1896–1897 Przybyszewscy obracali się więc w kręgach mieszczańskich i salonowych. Zaprzyjaźnili się m.in. z konsulową Idą Auerbach, późniejszą drugą żoną Richarda Dehmela, tłumaczką Hedwigą Lachmann, malarką Julie Wolfthorn, kompozytorem Conradem Ansorge i jego żoną pianistką Margarethe. Margarethe Ansorge stała się jedną z najbliższych przyjaciółek Dagny Przybyszewskiej.
Wczesną wiosną 1897 okazało się, że Przybyszewska jest w kolejnej ciąży, dlatego też opuściła Berlin i udała się do Kongsvinger. Przybyszewski dołączył do żony później, ale przed porodem ponownie powrócił do Berlina w sprawach zawodowych. W tym czasie, 3 października 1897, Przybyszewska urodziła córkę Ivi, która była też nazywana Iwi, a jako osoba dorosła wybrała imię Iwa. Wkrótce po porodzie Przybyszewska wyjechała do Berlina, pozostawiając dzieci pod opieką swoich rodziców. W styczniu 1898 Przybyszewscy wyjechali do Hiszpanii, do małej nadmorskiej miejscowości Playa de la Mera niedaleko A Coruña, na zaproszenie mieszkającego tam polskiego filozofa Wincentego Lutosławskiego. Z powodów zatargów z Lutosławskim, który był przeciwnikiem alkoholu, Przybyszewscy po kilku tygodniach wyjechali do Paryża, gdzie obracali się w kręgach paryskiej Polonii skupionej wokół Zenona Przesmyckiego (Miriama).
Latem 1898 powrócili do Kongsvinger. Wkrótce Stanisław Przybyszewski otrzymał propozycję objęcia redakcji krakowskiego pisma „Życie”. Jesienią 1898 Przybyszewscy z dziećmi przenieśli się do Krakowa, gdzie oboje stali się centralnymi postaciami światka krakowskiej bohemy. Wśród młodych artystów skupionych wokół Przybyszewskiego byli m.in. Tadeusz Boy-Żeleński, Wojciech Weiss, Jan Nalborczyk, bracia Stanisław i Wincenty Korab-Brzozowscy.
W czerwcu 1899 Przybyszewski pojechał do Lwowa. Zamieszkał tam u poety Jana Kasprowicza i nawiązał romans z jego żoną, Jadwigą. Równocześnie związał się z malarką Anielą Pająkówną: z tego związku przyszła w 1901 na świat późniejsza pisarka Stanisława Przybyszewska.
Z początkiem 1900 Przybyszewska opuściła męża i przez rok podróżowała po Europie. Niepotwierdzone pogłoski łączą jej osobę z samobójstwem Stanisława Korab-Brzozowskiego (1876-1901), jednego z najwybitniejszych przedstawicieli nurtu dekadenckiego w poezji młodopolskiej: Tadeusz Boy-Żeleński uważał, że przyczyną śmierci była miłość do Przybyszewskiej; według Artura Hutnikiewicza powodem samobójstwa mogła być niemożność wywikłania się poety z trójkąta tworzonego przez niego, Przybyszewską i Władysława Emeryka.

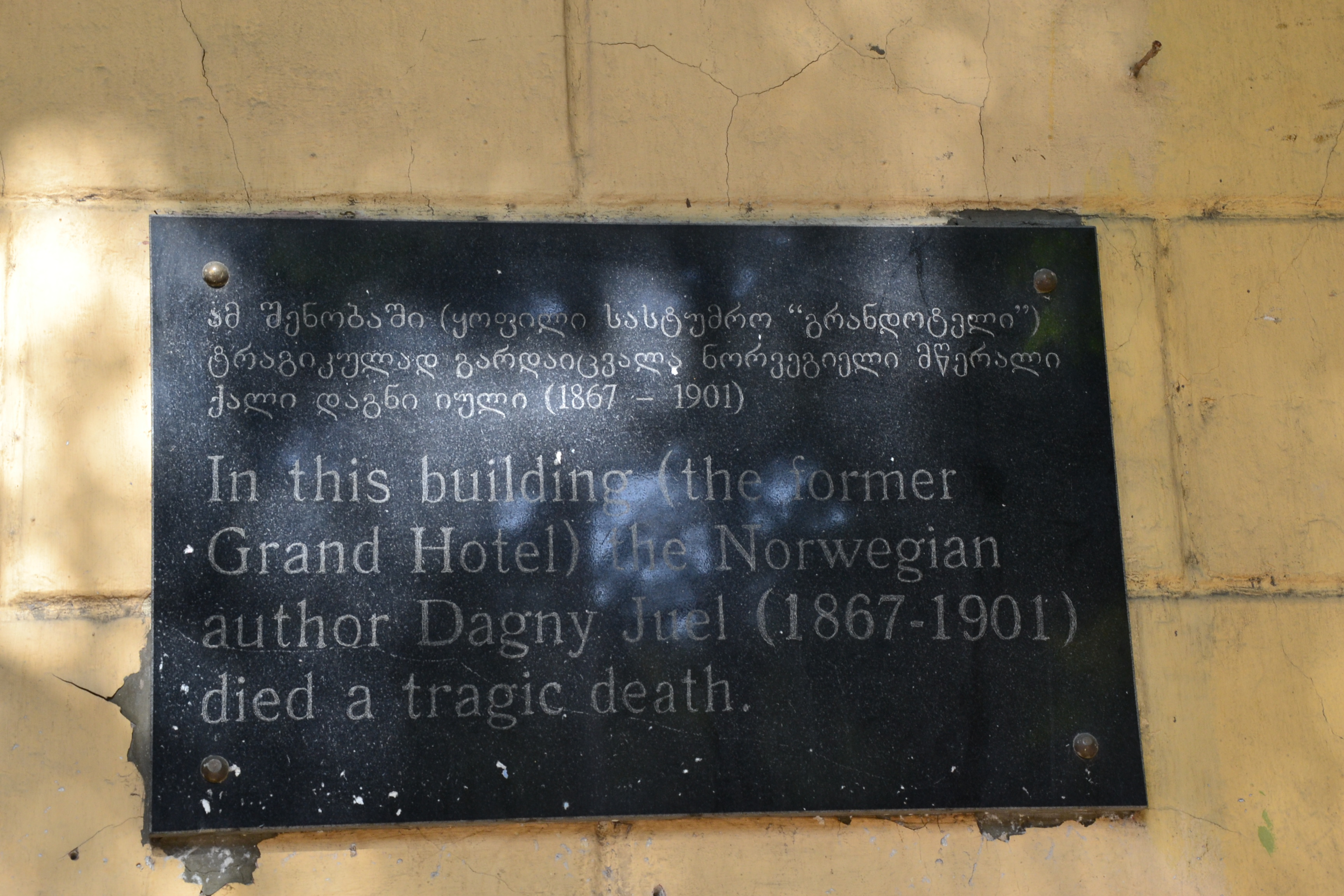
Tablica na budynku dawnego Grand Hotelu w Tbilisi, w którym zginęła Dagny Juel Przybyszewska

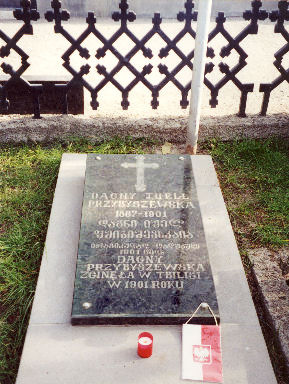
Miejsce pochówku Dagny Juel po ekshumacji

Wiosną 1901 Przybyszewscy spotkali się w Warszawie i postanowili wybrać się wspólnie do Tyflisu na zaproszenie krakowskiego studenta, wielbiciela i kochanka Przybyszewskiej, Władysława Emeryka. Przybyszewska wyjechała pierwsza wraz z Emerykiem i synkiem Zenonem. Stanisław z Ivi miał dojechać później, ale – mimo obietnicy – wyjeżdżać nie miał zamiaru. Po kilku tygodniach pobytu w stolicy Gruzji, 5 czerwca 1901, w pokoju tyfliskiego Grand Hotelu Emeryk, zastrzelił Przybyszewską, po czym popełnił samobójstwo.
Dagny Juel Przybyszewska została pochowana w dniu swoich 34. urodzin na cmentarzu na Kukach. W 1999 jej szczątki zostały ekshumowane i przeniesione w inne miejsce cmentarza na Kukach w Tbilisi.

## Twórczość
Pozostawiła po sobie skromny dorobek literacki. Jest autorką czterech dramatów: Den sterkere (Silniejszy), Når solen går ned (Kiedy słońce zachodzi), Synden (Grzech) i Ravnegård (Krucze gniazdo / Krukowisko), opowiadania Rediviva, czternastu wierszy oraz czterech utworów poetyckich prozą (Sing mir das Lied vom Leben und vom Tode..., Et la tristesse de tout cela, oh, mon âme.., In questa tomba oscura..., I tusmørket (O zmierzchu)). Część z nich zostało opublikowanych za życia autorki na łamach krakowskiego „Życia” i norweskiego „Samtiden” (Współczesność). Przekładów utworów dokonał Stanisław Przybyszewski we współpracy ze Stanisławem Lackiem.
Dagny Juel Przybyszewska zajmowała się także propagowaniem sztuki współczesnych jej artystów. Dzięki niej odbyła się w 1903 (już po jej śmierci) pierwsza polska wystawa prac graficznych Edvarda Muncha. Przybyszewska tłumaczyła na język norweski utwory męża, a także innych pisarzy. Napisała szkic poświęcony twórczości norweskiego rysownika Theodora Kittelsena. Była wielokrotnie portretowana przez europejskich malarzy i rzeźbiarzy – Edvarda Muncha, Stanisława Wyspiańskiego, Wojciecha Weissa, Jana Nalborczyka, Julie Wolfthorn, Annę Costenoble i wielu innych.

## Ważniejsze książki
poświęcone Dagny Juel Przybyszewskiej (według daty wydania)
- Ewa K. Kossak, Dagny Przybyszewska. Zbłąkana gwiazda, Warszawa 1973, s. 411
- Mary Kay Norseng, Dagny. Dagny Juel Przybyszewska; the Woman and the Myth, Seattle & London, 1991, s. 220
- Roar Lishaugen, Dagny Juel. Tro, håp og undergang, Oslo 2002, s. 124
- Aleksandra Sawicka, Dagny Juel Przybyszewska – fakty i legendy, Gdańsk 2006, s. 440
- Zurab Karumidze: (ang.) Dagny, or a Love Feast. (niem.): Dagny oder ein Fest der Liebe. Weidle, Bonn 2017, ISBN 978-3-95988-090-9.